# Eugenio Canfari
Eugenio Canfari (ur. 16 października 1879 w Genui  – zm. 23 marca 1962) – włoski piłkarz oraz trener piłkarski. Jeden z trzynastu założycieli klubu Juventus F.C., oraz pierwszy w historii prezes tej drużyny.
Jego brat Enrico Canfari również był jedną z trzynastu osób, które w roku 1897 powołały do życia Juventus.